# Aphaostracon xynoelictum
Aphaostracon xynoelictum är en snäckart som beskrevs av F. G. Thompson 1968. Aphaostracon xynoelictum ingår i släktet Aphaostracon och familjen tusensnäckor. IUCN kategoriserar arten globalt som otillräckligt studerad. Inga underarter finns listade i Catalogue of Life.